# 哈里·奥斯本
哈利·奧斯朋（英語：Harry Osborn）是一名由漫威漫畫創作的虚构人物，是蜘蛛人的故事中的一名重要角色。他是彼得·帕克的最好的朋友。哈利是第二代綠惡魔，初代綠惡魔諾曼·奧斯朋的儿子。哈利·奧斯朋第一次出现在《神奇蜘蛛人》#31中（1965年12月），由史丹·李和史蒂夫·迪特科共同创造。

## 其他媒體

### 電影
- 2002-2007年由电影导演山姆·雷米执导的蜘蛛人三部曲（蜘蛛人、蜘蛛人2、蜘蛛人3），由詹姆斯·弗兰科饰演哈里·奥斯本（英语：Harry Osborn (Sam Raimi film series)）。
- 2014年電影《蜘蛛人驚奇再起2：電光之戰》中，由丹·德翰飾演。不同於漫畫原作和蜘蛛人三部曲，綠惡魔的設定為直接由哈利擔任，並非漫畫原作所設定的「綠惡魔二世」。

### 電子遊戲
- 《蜘蛛俠》：由斯科特·波特配音。
- 《蜘蛛人2》